# ND Slovan Lublana
ND Slovan – słoweński klub piłkarski. Siedziba klubu mieści się w mieście Lublana. Został założony w 1913 roku.

## Reprezentanci kraju grający w klubie
- Sandi Valentinčič
- Željko Milinovič
- Marko Gruškovnjak
- Matjaž Jančič
- Sebastjan Cimirotič
- Janez Strajnar
- Damjan Gajser
- Ermin Rakovič
- Andraž Kirm